# Puente Ferroviario de Portimão
El Puente Ferroviario de Portimão, también conocido como Puente Ferroviario del Arade, es una infraestructura ferroviaria de la Línea del Algarve, sobre el Río Arade, junto a Portimão, en el distrito de Faro, en Portugal.

## Características
Esta estructura está constituida por ocho tramos con vigas parabólicas de hierro, soportados por pilares de piedra. La longitud del puente es de aproximadamente 330 metros.

## Historia
El 1 de julio de 1889 es inaugurada la Estación de Faro, que unía esta ciudad a Beja a través de la Línea del Sur.
El 15 de febrero de 1903, se inauguró la Estación de Vila Nova de Portimão, concluyendo el Ramal de Portimão.
Algunos años después, se retomaron las obras en este ramal, con el objetivo de construir una nueva plataforma ferroviaria para Portimão, y extender la vía férrea hasta Lagos; este puente fue, entonces, construido en 1915, y abierto al servicio, junto con el tramo entre el Apeadero de Ferragudo-Parchal y Lagos, el 30 de julio de 1922, pasando el tramo entre Tunes y Lagos a denominarse Ramal de Lagos, y la antigua estación de Portimão pasó a denominarse de Ferragudo-Parchal.
En el año 2000, este puente se encontraba en un lamentable estado de conservación, siendo el paso de las composiciones realizado a velocidades muy reducidas.